# Thryptomene calycina
Thryptomene calycina är en myrtenväxtart som först beskrevs av John Lindley, och fick sitt nu gällande namn av Otto Stapf. Thryptomene calycina ingår i släktet Thryptomene och familjen myrtenväxter. Inga underarter finns listade i Catalogue of Life.